# Интерпрес
Интерпрес (енгл. Interpress) је издавачка кућа из Београда основана 1990. године. Власник и главни уредник куће је Мирко Мркић Острошки, ликовни уметник и дизајнер.
Интерпрес је кућа позната по библиофилским издањима бисера домаће и светске књижевности, на више језика. 
Поред тога, у Интерпресу је доста заступљена књижевност за младе. Почетком деведесетих Интерпрес је отворио међу првима своја врата и новим, младим неафирмисаним песницима, свих узраста. 
Најпознатија издања су објављена у едицији Мегила:
- Године 1992. — Соломонова „Пјесма над пјесмама“, превод Ђуре Даничића, објављена на хебрејском и српском језику, са илустрацијама Оље Ивањицки.
- Године 1995. — „Плавет века“, антологијски избор препева Сергеја Јесењина, на руском и српском језику, са тематским циклусом слика Оље Ивањицки, која је на светском скупу посвећеном Јесењину у Москви проглашена за најлепшу књигу о Јесењину у свету.
- Године 1997. — „Ноћ скупља вијека“, Петра Петровића Његоша, издање на седам језика, са циклусом слика Оље Ивањицки.
- Године 2001. — „Santa Maria della Salute“ Лазе Костића, преведена на десет језика, са тематским циклусом слика Оље Ивањицки, песма је компонована, композитор Мирољуб Расински, пева Оливер Њего а песму казује Милош Жутић.